# Біафра (затока)
Біафра (англ. Bight of Bonny) — затока в Атлантичному океані, частина Гвінейської затоки. Назва затоки походить від спотворення європейцями етноніма «Мафра». Простягається від гирла річки Нігер до мису Лопес (Габон). Впадає річка Санага. Води затоки омивають узбережжя Нігерії, Камеруну, Екваторіальної Гвінеї та Габону. Великий острів Біоко. Виділяється затока Камерун, в яку впадають річки Камерун, Вурі, Мунго, Мунгазі.
У 1972 році після Громадянської війни в Нігерії за відділення держави Біафра затоку було перейменовано урядом Нігерії в затоку Бонні (за назвою розташованої на узбережжі затоки міста Бонні) з метою ліквідувати сепаратистський топонім. У російській географії продовжує використовуватися назва Біафра.